# Ретча
Ретча — река в России, протекает в Вологодской области. Левый приток Сухоны.
Длина реки составляет 38 км. Исток находится на юго-восточном краю Харовской гряды в Сокольском районе, в лесном болоте Бибишка в 9 км к северо-востоку от села Биряково. Течение проходит в основном с севера на юг по Присухонской низине в заболоченной лесной местности. Устьевая часть находится в Междуреченском районе. Впадает в Сухону по левому берегу в 1,5 км выше деревни Голуби (382 км от устья).
В верховьях бассейна (на водоразделе с бассейном Стрелицы) находятся малые деревни Заболотье, Алексеево, Брюхово, Прокшино, Тимонинское и несколько деревень без населения (все — сельское поселение Биряковское). Вблизи населённых пунктов реку пересекает автодорога «М8 — Великий Устюг».

## Данные водного реестра
По данным государственного водного реестра России относится к Двинско-Печорскому бассейновому округу, водохозяйственный участок реки — Северная Двина от начала реки до впадения реки Вычегда, без рек Юг и Сухона (от истока до Кубенского гидроузла), речной подбассейн реки — Сухона. Речной бассейн реки — Северная Двина.
Код объекта в государственном водном реестре — 03020100312103000007445.